# Горбенешть
Горбенешть, Горбенешті (рум. Gorbănești) — село у повіті Ботошані в Румунії. Входить до складу комуни Горбенешть.
Село розташоване на відстані 375 км на північ від Бухареста, 14 км на схід від Ботошань, 88 км на північний захід від Ясс.

## Населення
За даними перепису населення 2002 року у селі проживали 1126 осіб, усі — румуни. Усі жителі села рідною мовою назвали румунську.